# Рамшторф, Штефан
Штефан Рамшторф (род. 22 февраля 1960) — немецкий океанограф и климатолог. С 2000 года занимает должность профессора физики океанов в Подстдамском университете. В 1990 году получил звание доктора философии в области океанографии в Университете Виктории в Веллингтоне. Его исследования сосредоточены вокруг роли океанических течений в изменении климата. Был одним из ведущих авторов Четвертого оценочного отчета МГЭИК.

## Общественная деятельность
Рамшторф был одним из основателей блога Real Climate. Журнал Nature назвал его одним из пяти ведущих научных блогов 2006 года, а журнал Time внес в пятнадцатку лучших веб-сайтов о окружающей среды 2008 года. Также стал соучредителем немецкого блога «KlimaLounge», который получил третью награду премии за научные блоги 2013 року. Часто публикует статьи о климате и климатических изменениях в популярной прессе, многие из которых распространяются международно через Project Syndicate. Ведет регулярную колонку в немецком журнале об окружающей среде «Zeo2». Является автором детской научной книги «Wolken, Wind und Wetter» («Облака, ветер и погода») на тему погоды и климата. В январе 2012 года «Deutsche Umweltstiftung» признал эту книгу «Книгой месяца на тему окружающей среды». А впоследствии эта книга набрала больше всего голосов в номинации «Лучшая книга 2012 года на тему окружающей среды».
Рамшторф давал комментарии на радио и телевидении на тему изменения климата и климатической политики. В 2009 году газета Financial Times внесла его в список десяти самых влиятельных ученых-климатологов мира.

## Работы
Согласно исследованиям Университета Фленсбурга, среди всех немецких климатологов Рамшторф опубликовал наибольшее количество исследований, которые относятся к наиболее цитируемым научным трудам в период между 1994 и 2013 годами. С 2004 до 2013 года входил в состав Немецкого консультативного совета по глобальным изменениям.

## Награды и звания
- Fellow of the American Geophysical Union (2010)[19]
- Along with other authors of the IPCC AR4 report, he was honored by the award of the 2007 Nobel Peace Prize to the IPCC, shared with Al Gore.[20]
- Honorary Fellow of the University of Wales (2007)[21]
- German Environmental Media Award («Deutscher Umweltmedienpreis»), for his work on scientific accurate reporting anthropogenic climate change and impacts (2007)[22]
- «Centennial Fellowship Award» from the James S. McDonnell Foundation, research grant of $1 million (1999)[23]

## Избранные публикации
Общий обзор публикаций Рамшторфа можно увидеть в его профиле на сайте Google Scholar.
- Rahmstorf, S. et al. Exceptional twentieth-century slowdown in Atlantic Ocean overturning circulation (англ.) // Nature Climate Change : journal. — 2015. — Vol. 5. — P. 475—480. — doi:10.1038/nclimate2554.
- Rahmstorf, S., Zickfeld, K. Thermohaline circulation changes: a question of risk assessment (англ.) // Climatic Change[англ.] : journal. — 2005. — Vol. 68. — P. 241—7. — doi:10.1007/s10584-005-4038-0.
- Rahmstorf, S. et al. Cosmic rays, carbon dioxide and climate (неопр.) // Eos. — 2004. — Т. 85, № 4. — С. 38, 41. — doi:10.1029/2004EO040002. — Bibcode: 2004EOSTr..85...38R.
- Zickfeld, K., Slawig, T., Rahmstorf, S. A low-order model for the response of the Atlantic thermohaline circulation to climate change (англ.) // Ocean Dynamics : journal. — 2004. — Vol. 54. — P. 8—26. — doi:10.1007/s10236-003-0054-7. — Bibcode: 2004OcDyn..54....8Z.
- Rahmstorf, S. Timing of abrupt climate change: a precise clock (неопр.) // Geophys. Res. Let.. — 2003. — Т. 30, № 10. — С. 1510. — doi:10.1029/2003GL017115. — Bibcode: 2003GeoRL..30j..17R.
- Rahmstorf, S. Thermohaline circulation: The current climate (англ.) // Nature. — 2003. — Vol. 421, no. 6924. — P. 699. — doi:10.1038/421699a. — Bibcode: 2003Natur.421..699R. — PMID 12610602.
- Rahmstorf, S. Ocean circulation and climate during the past 120,000 years (англ.) // Nature : journal. — 2002. — Vol. 419, no. 6903. — P. 207—214. — doi:10.1038/nature01090. — Bibcode: 2002Natur.419..207R. — PMID 12226675.
- Ganopolski, A., Rahmstorf, S. Abrupt glacial climate changes due to stochastic resonance (англ.) // Phys. Rev. Lett. : journal. — 2002. — Vol. 88, no. 3. — P. 038501. — doi:10.1103/PhysRevLett.88.038501. — Bibcode: 2002PhRvL..88c8501G.
- Rahmstorf, S., Alley, R. B. Stochastic resonance in glacial climate (неопр.) // Eos. — 2002. — Т. 83, № 12. — С. 129—135. — doi:10.1029/2002EO000078. — Bibcode: 2002EOSTr..83..129R.
- Ganopolski, A., Rahmstorf, S. Simulation of rapid glacial climate changes in a coupled climate model (англ.) // Nature : journal. — 2001. — Vol. 409, no. 6817. — P. 153—8. — doi:10.1038/35051500. — PMID 11196631.
- Rahmstorf, S. Shifting seas in the greenhouse? (англ.) // Nature. — 1999. — Vol. 399, no. 6736. — P. 523—4. — doi:10.1038/21066. — Bibcode: 1999Natur.399..523R.
- Ganopolski, A., Rahmstorf, S., Petoukhov, V., Claussen, M. Simulation of modern and glacial climates with a coupled global climate model (англ.) // Nature : journal. — 1998. — Vol. 391, no. 6665. — P. 351—6. — doi:10.1038/34839. — Bibcode: 1998Natur.391..351G.
- Rahmstorf, S. Risk of sea-change in the Atlantic (англ.) // Nature. — 1997. — Vol. 388, no. 6645. — P. 825—6. — doi:10.1038/42127.
- Rahmstorf, S. Bifurcations of the Atlantic thermohaline circulation in response to changes in the hydrological cycle (англ.) // Nature : journal. — 1995. — Vol. 378, no. 6553. — P. 145—9. — doi:10.1038/378145a0. — Bibcode: 1995Natur.378..145R.
- Rahmstorf, S. Rapid climate transitions in a coupled ocean-atmosphere model (англ.) // Nature : journal. — 1994. — Vol. 372, no. 6501. — P. 82—5. — doi:10.1038/372082a0. — Bibcode: 1994Natur.372...82R.